# Dolichopus tewoensis
Dolichopus tewoensis är en tvåvingeart som beskrevs av Yang 1998. Dolichopus tewoensis ingår i släktet Dolichopus och familjen styltflugor. Inga underarter finns listade i Catalogue of Life.